# Manfred Glowatzki
Manfred Glowatzki (* 1933 in Essen; † 19. Januar 2014 in Steingaden) war ein deutscher Kirchenmusiker und Posaunenchorleiter.
Glowatzki studierte Kirchenmusik und Trompete an der Folkwangschule in Essen. Sein Kompositionslehrer war Siegfried Reda.
Nach einer Tätigkeit als Kirchenmusiker in Essen wurde er 1963 zum Landesposaunenwart der Evangelisch-Lutherischen Landeskirche in Braunschweig berufen.

## Kompositionen
- „O Heiland, reiss' die Himmel auf“. Choralkantate für 4stg. gem. Chor, 2 Klarinetten (Violinen), Kontrabass und Tasteninstrument
- „Die beste Zeit im Jahr ist mein“. Dreißig Lieder Martin Luthers in Sätzen für dreistimmigen gemischten Chor
- „Die ganze Welt, Herr Jesu Christ“. Kleine Kantate für gemischten Chor, Klarinette (Oboe), Orgel (manualiter) und Kontrabass

## Veröffentlichungen
- Das meinen jedenfalls Alfred & Gustav : Betrachtungen zum Posaunenchor / hrsg. von Manfred Glowatzki und Karl Heinz Saretzki.